# 柿木映二
柿木 映二（かきのき えいじ、1997年1月6日 - ）は、福岡県柳川市出身の元プロ野球選手（投手）。右投左打。プロでは育成選手であった。

## 経歴

### プロ入り前
兄に影響されて小学校1年生からソフトボールを始め、柳川市立蒲池中学校時代は投手として「有明ボーイズ」でプレーする。
柳川高校3年生時の夏の甲子園・福岡大会では3試合に救援登板、計7回を投げ3失点だった。なおチームは5回戦で敗退した。

2014年10月23日に行われたプロ野球ドラフト会議で福岡ソフトバンクホークスに育成選手ドラフト5巡目で指名され、支度金270万円、年俸300万円（金額は推定）で合意し入団した。
背番号は133。

### プロ入り後
2015年
二軍戦での登板は無く、三軍戦において、13試合に登板し、23回2/3、0勝4敗、防御率5.32の成績だった。
2016年
今シーズンも二軍戦で登板は無く、三軍戦では5試合の登板に止まった。
2017年
今季は三軍戦において、21試合に登板し、18回1/3を投げ、防御率5.40の成績をおさめるが、9月末の三軍戦に登板の際に左膝を疲労骨折する。結局、一・二軍公式戦への登板がないまま10月3日に球団から戦力外通告を受けた。10月31日、自由契約公示された。

### 現役引退後
自由契約後はソフトバンクの球団職員として働いている。

## 選手としての特徴
- 高校生当時、サイドスローだった投球フォームをオーバースローに戻し、ストレート球速が143km/hまで伸びる。長身から投げ下ろすフォームで将来的に150km/hを超える可能性のある素材[1]。

## 詳細情報

### 年度別投手成績
- 一軍公式戦出場なし

### 背番号
- 133 （2015年 - 2017年）